# آغاجبادی
آغاجبادی (به ترکی آذربایجانی: Ağcabədi) یک شهر در جمهوری آذربایجان است که در شهرستان آغجه‌آباد واقع شده‌است. آغاجبادی ۳۹٬۲۰۰ نفر جمعیت دارد و ۱۶ متر بالاتر از سطح دریا واقع شده‌است.